# Mercogliano
Mercogliano es uno de los 119 municipios o comunas ("comune" en italiano) de la provincia de Avellino, en la región de Campania. Con cerca de 12.414 habitantes, según censo de 2005, se extiende por una área de 19 km², teniendo una densidad de población de 620 hab/km². Hace frontera con los municipios de Avellino, Monteforte Irpino, Mugnano del Cardinale, Ospedaletto d'Alpinolo, Quadrelle y Summonte.

## Turismo
Acogedor, limpio y bien conservado, en el centro histórico de Mercogliano se puede admirar las callejuelas y antiguas residencias señoriales típicas de una villa medieval.
En Mercogliano se encuentra el Santuario de Madonna di Montevergine, lugar de peregrinación de muchos creyentes que provienen de todas partes de Italia, especialmente en el periodo estival.
Mercogliano se encuentra en el centro de la Campania, lo cual le hace que sea una buena base estratégica para el turista que desee  visitar Pompeya, Ercolano, Nápoles, Sorrento, Caserta y Benevento.

## Demografía
| Gráfica de evolución demográfica de Mercogliano entre 1861 y 2001 |
|                                                                   |
| Fuente ISTAT - elaboración gráfica de Wikipedia                   |

## Otros wikiproyectos
- Wikimedia Commons alberga una galería multimedia sobre Mercogliano.